# KANAGAWA Muffin
『KANAGAWA Muffin』（かながわマフィン）は、FMヨコハマで放送している神奈川県の情報を中心としたラジオ番組である。

## 概要
- 神奈川県内のイベントや気になるスポット、そして同県の県政を紹介する番組である。
- 2か月に一度程度、神奈川県知事の黒岩祐治も登場する。
- 同番組は毎週放送終了後に、FMヨコハマにてポッドキャスト配信も行う。[1]
- 2013年4月から放送時間が5分短縮された。

## 放送時間
- 毎週土曜日 8:30 - 9:00（2010年4月3日 - 2013年3月30日）
- 毎週土曜日 8:30 - 8:55（2013年4月6日 - ）

## パーソナリティ
- 森田雪（2010年4月3日 - 2012年3月31日）
- 金子桃（2012年4月7日 - ）